# سلول وزن‌کشی

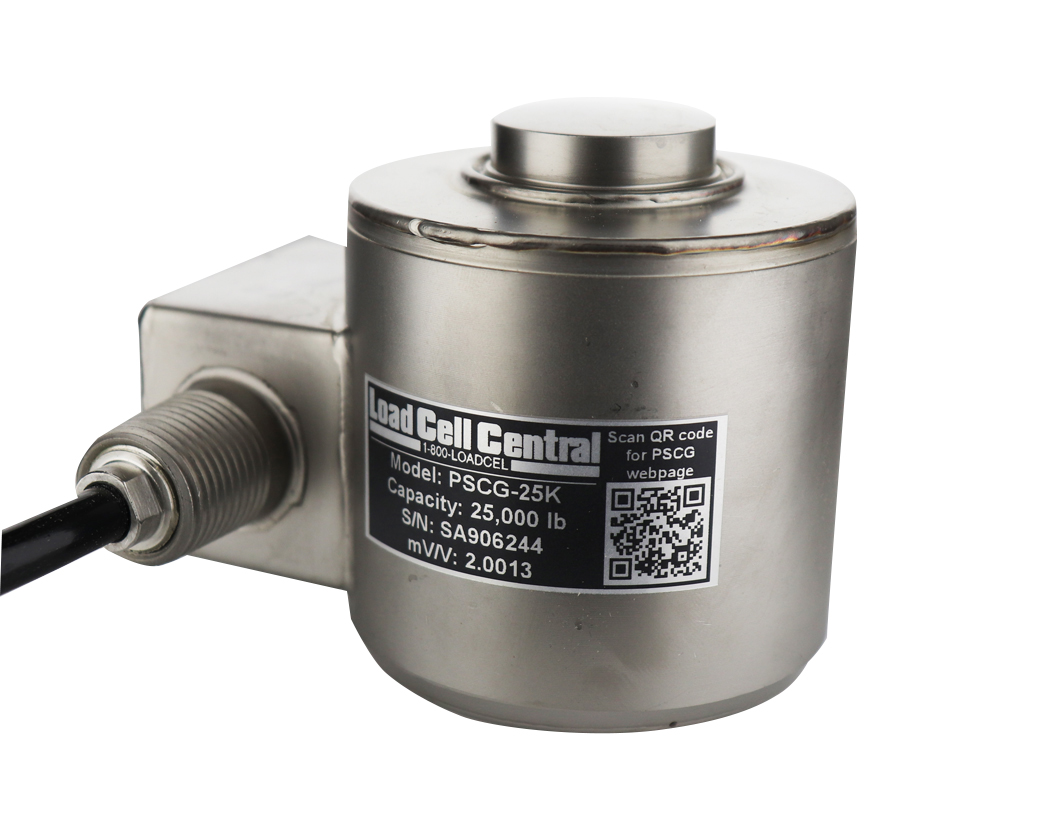
یک سلول وزن‌کشی قوطی شکل.

سلول وزن‌کشی یا مبدل وزن (به انگلیسی: Load cell) یک مبدل است که می‌تواند انواع نیرو مانند نیروی کششی، فشاری، یا گشتاوری را به سیگنال الکتریکی استاندارد و قابل اندازه‌گیری تبدیل کند. با افزایش نیروی وارد بر سلول وزن‌کشی، سیگنال الکتریکی به تناسب تغییر می‌کند.
پرکاربردترین سلول‌های وزن‌کشی با فن‌آوری هیدرولیک، پنوماتیک و کرنش‌سنج کار می‌کنند. اگر سنجیدنی (measurand) تغییرات فراوان داشته باشد (سیستم پویا)، سلول‌های پیزوالکتریکی را به کار می‌گیرند.

## همچنین ببینید
- ترازوی فنری